# Ебба Еріксдоттер Ваза
Ебба Еріксдоттер Ваза (близько 1491 — 21 листопада 1549) — шведська шляхтаннка, мати королеви Маргарет Лейонхуфвуд і троюрідна сестра і теща короля Густава Вази.

## Життєпис
Ебба була дочкою вельмож Ріксрод Еріка Карлссона Вази (1436—1491) та Анни Карлсдоттер (Вінсторпа). Її батько був двоюрідним братом Еріка Йоханссона Вази, батька короля Густава Вази, і, таким чином, вона була двоюрідною сестрою майбутнього короля. Вона вийшла заміж за ріксрода Еріка Абрахамсона Лейонгуфвуда 18 січня 1512 року в Седерчепінгу. Її, як і інших жінок на її посаді в сучасній Швеції, називали Фру Ебба («Леді Ебба»).

### Вдівство
У 1520 році її чоловік був страчений під час Стокгольмської кривавої лазні. Під час кровопролиття Ебба та її діти були гостями в абатстві Вестерос, де їх поселив її чоловік заради їхньої безпеки, коли він від'їжджав на коронацію Крістіана I дов Стокгольму. Таким чином, вона та її діти уникали бути заручниками в Данії, як інші жінки та діти, пов'язані зі стратою під час кровопролиття, такі як Крістіна Гілленстієрна, Сесілія Монсдоттер та Маргарета Еріксдоттер Ваза. Еббі дозволили зберегти сімейні маєтки, незважаючи на страту її чоловіка за єресь, ймовірно, через нестабільну політичну ситуацію. В основному вона проживала в замку Ло у Вестерґетланді.
У 1523 році її двоюрідний брат Густав I став королем Швеції. Він надав їй певні привілеї, наприклад, право утримувати певні штрафи корони, і як вдова і глава своєї сім'ї вона виконувала ті ж обов'язки, що й будь-який знатний васал і споряджав лицарів для королівської армії. У 1525 році її сестра і шурин Маргарета фон Мелен і Беренд фон Мелен стали причетними до підозрюваної спроби Крістіни Джилленстієрни і Сорена Норбі завоювати трон, і в нагороду за її вірність леді Еббі була надана в Швеції конфіскована власність її сестри у засланні. Як троюрідна сестра короля, вона, ймовірно, належала до тих «найвищих лордів і леді королівства», викликаних супроводжувати нову королеву Катерину Саксен-Лауенбурзьку до Швеції та мала бути присутньою на весіллі короля, під час якого її дочка Бріта була одружена з королівським фаворитом придворним Густавом Олофсоном Торпським.

### Судове життя
У жовтні 1536 року король одружився з її дочкою Маргарет, зробивши її свекрухою і звертався до неї як «найдорожча мати» і, здається, мав з нею добрі стосунки. Як свекруха монарха, вона та її діти часто відвідували суди й отримували привілейовані ролі в церемоніальному придворному житті. Наприклад, під час хрещення внучки принцеси Сесілії в 1540 році вона брала участь у процесі безпосередньо за своєю дочкою королевою, яку супроводжували її старший син Авраам і король, а саму її супроводжували двоє представників аристократії.
Її син отримав посади, а вона та її мати отримали землю та декілька привілеїв, як-от право на деякі королівські податки від орендарів і підтримку короля у більшості їхніх численних судових справ щодо прав на землю, а також право, надане після Шведської Реформації, відкликати землю, подаровану церкві їхніми предками відповідно до Редукції Густава I шведського.
Як повідомляється, Ебба мала великий вплив при дворі протягом перших років перебування її дочки на посаді королеви і не вагаючись просила свого зятя про ласку: наприклад, у лютому 1537 року король видав помилування у судових справах «за численними молитвами наших вогнища найдорожча дружина та її найдорожча мати». Їй також було видано доручення від короля, наприклад, перевірити, чи були правдиві скарги губернатора Альвастара, і коли він під час війни в Дакке попросив її запобігти будь-яким зловживанням з боку наглядачів її сина Стена (на той момент його посланець у Франції) селянства, щоб не спровокувати їх на приєднання до повстання.
Невідомо, чи була їй коли-небудь придворна канцелярія, оскільки співробітники суду з цього періоду відомі лише фрагментарно, але згідно зі списком, який описує, хто яку кімнату займав у королівських замках, Ебба була, поряд з Крістіною Джилленстірною, однією з двох жінок, які мали найкращі кімнати, найближчі до королеви під час відвідування двору. Під час подорожей королівського подружжя країною Ебба і Крістіна Джилленстієрна кілька разів відповідали за королівських дітей, наприклад, у 1540 році, коли вони були залишені на її опіку в замку Еребру, коли король і королева відвідували Алвсборг. Королівські діти, незважаючи на це, завжди перебували під опікою їх особистого персоналу Брігітти Ларс Андерссонс, леді Маргарети та Інгрід Амундсдоттер.
Ебба була суворою католичкою, і в 1536 році король подарував їй абатство Врета в Естерґетланді, яке було надано їй під захист під час шведської Реформації. Згодом Ебба відійшла в абатство Врета, де померла від чуми в 1549 році.

## Родина
Чоловік — Ерік Абрахамссон
Діти:
- Авраам Ерікссон Лейонхуфвуд (1512—1556), ріксрод
- Біргітта «Бріта» Еріксдоттер Лейонхуфвуд (1514—1572), мати королеви Катріни Стенбок.
- Маргарет Лейонхуфвуд (1516—1551), королева
- Анна Лейонгуфвуд (1517—1540)
- Стен Ерікссон Лейонгуфвуд (1518—1568), камергер
- Марта Лейонгуфвуд (1520—1584), відома як «Король Марта»